# مجموعه خانه‌های حسینعلی رحیمیان و فرزندی
مجموعه خانه‌های حسینعلی رحیمیان و فرزندی مربوط به دوره قاجار است و در شهرستان مبارکه، بخش مرکزی، شهر طالخونچه، خیابان شهید مطهری، کوچه یلمه واقع شده و این اثر در تاریخ ۱ اردیبهشت ۱۳۸۸ با شمارهٔ ثبت ۲۶۵۸۵ به‌عنوان یکی از آثار ملی ایران به ثبت رسیده است.